# 卡洛斯·罗塞略
卡洛斯·罗塞略·贝特韦塞（西班牙語：Carlos Roselló Betbeze，1922年5月2日—2004年之前），乌拉圭男子篮球运动员，曾代表乌拉圭参加1948年夏季奥运会和1952年夏季奥运会男子篮球比赛，分别获得第五名和铜牌。